# 중부독일방송
중부독일방송(mdr, 독일어: Mitteldeutscher Rundfunk)은 독일의 라이프치히에서 방송되는 ARD계열의 공영 방송이다. 방송 권역은 작센, 작센-안할트, 튀링엔이다.
독일이 통일 된 이후, 1991년 1월에 구 동독의 국영방송인 DFF의 청취권역중 작센, 작센-안할트, 튀링엔 구역을 담당하는 방송국으로 설립되었다.

## 텔레비전 채널
- Das Erste : ARD의 전국 방송 채널.
- MDR Fernsehen : MDR의 지역 방송 채널. 1992년 1월 1일에 방송을 시작하였다.

## 라디오 채널
- MDR Sachsen - : 작센 지역 종합 방송.
- MDR Sachsen-Anhalt : 작센-안할트 지역 종합 방송. (구 MDR 1 Radio Sachsen-Anhalt)
- MDR Thüringen : 튀링엔 지역 종합 방송. (구 MDR 1 Radio Thüringen)
- MDR SPUTNIK : 청년층 대상 방송. 원래 이 방송은 1964년에 개국한 동독 지역 청소년 대상 방송인 “DT64”였다. 이 후 1993년 5월 1일에 mdr에 인수되었고, 신 작센주의 초대 주지사인 Kurt Biedenkopf가 소련의 스푸트니크 위성에서 따와 현재의 이름을 지어주었다.
- MDR JUMP : 청장년층 대상 대중 음악 방송. 1992년까지는 MDR Life였으며 2000년에 Jump FM을 거쳐 2011년에 현재 이름이 되었다.
- MDR KULTUR : 예술 및 문화 채널. 클래식, 재즈 중심. 1992년까지는 MDR Kultur였으며 2003년에 현재 이름이 되었다.
- MDR AKTUELL : 뉴스 방송
- MDR KLASSIK : 클래식 음악 방송. 디지털 오디오 방송 전용.
- Sorbischer Rundfunk : rbb와 공동으로 운영하는 방송. 작센주, 브란덴부르크주의 슬라브계 소수민족인 소르브인을 대상으로 한 소르브어 방송.

## 악단
- 중부독일 방송 교향악단
- MDR 라디오 합창단